# Justin Welby
Justin Portal Welby (Londres, 6 de janeiro de 1956) é um bispo anglicano britânico que, de 2013 a 2024, serviu como 105.º arcebispo da Cantuária. Welby foi anteriormente vigário de Southam em Warwickshire, e mais tarde serviu como reitor de Liverpool e bispo de Durham. Como Arcebispo de Cantuária, ele é o Primaz de toda a Inglaterra e o chefe simbólico primus inter pares da Comunhão Anglicana mundial.
Foi educado a Eton College e Trinity College, Cambridge, onde diplomou em historia e direito em 1978. Por 11 anos, trabalhou na indústria de petróleo. Em 1989 estudou teologia e em 1992 tornou-se sacerdote.
Em 2012 foi anunciada sua nomeação como sucessor de Rowan Williams como Arcebispo da Cantuária. Assumiu seu posto em 21 de março de 2013. Ele é casado com Caroline Eaton e têm seis filhos.
Em 2016 descobriu que o seu pai biológico é afinal Anthony Montague Browne, secretário pessoal do antigo primeiro-ministro do Reino Unido Winston Churchill. Browne morreu a 1 de abril de 2013 aos 89 anos, 11 dias depois da consagração do filho como o novo líder espiritual da Igreja de Inglaterra. Justin decidiu fazer o teste de ADN depois de ter sido contactado pelo jornalista do Telegraph Charles Moore. Este ouvira um boato e decidira investigar, tendo interpelado o arcebispo.
Ao contrário do que se podia esperar, o líder religioso recebeu-o e aceitou esclarecer a história. Nos anos 1950, Browne e Jane Portal, a mãe de Justin Welby, conheceram-se no gabinete de Churchill. Em 1955, Jane namorava Gavin Welby, um vendedor de whisky. Antes de casar com ele, envolveu-se sexualmente com Browne. Dessa relação, resultou a concepção de Justin. Mas Jane, que casou nesse ano com Gavin, sempre achou que era ele o pai. Viriam a divorciar-se, quando Justin tinha apenas dois anos. Ambos tinham sérios problemas de alcoolismo e isso deixou marcas no arcebispo.
A 12 de novembro de 2024, Welby anunciou a intenção de renunciar ao cargo de Arcebispo de Cantuária, após a publicação de um relatório independente crítico do tratamento dado pela Igreja às alegações de abusos cometidos pelo advogado  John Smyth, que também criticava a falha de Welby em investigar as alegações.

## Início da vida e educação
Justin Portal Welby nasceu em Londres, Inglaterra, em 6 de janeiro de 1956, quase nove meses após o casamento de sua mãe Jane Gillian Portal (1929-2023) com Gavin Bramhall James Welby (1910–1977). Jane serviu como secretária pessoal de Sir Winston Churchill de dezembro de 1949 até seu casamento com Gavin Welby, em abril de 1955, logo depois de um breve relacionamento com o secretário particular de Churchill, Sir Anthony Montague Browne (1923–2013).
Os testes de paternidade em 2016 mostraram que o pai biológico de Welby não era Gavin Welby, mas Sir Anthony Montague Browne. Welby disse que não ficou perturbado com essa descoberta, mas admitiu que ela foi uma "surpresa completa", acrescentando: "Eu sei que encontro quem sou em Jesus Cristo, não na genética, e minha identidade nEle nunca muda".
Gavin Welby, nascido Bernard Gavin Weiler em Ruislip, oeste de Londres, era filho de Bernard Weiler, um imigrante judeu alemão e importador de itens de luxo que mudou o nome da família para Welby logo após o estouro da Primeira Guerra mundial. Welby descreve sua infância como "bagunçada": Gavin e Jane Welby eram alcoólatras. Eles se divorciaram em 1959, quando Justin tinha três anos, e ele foi colocado sob custódia de Gavin Welby. Em 1960, Gavin Welby estava noivo da atriz Vanessa Redgrave, que cancelou o noivado depois que sua mãe, Lady Redgrave escreveu ao pai de Vanessa, Sir Michael Redgrave, que Gavin Welby era "um verdadeiro horror ... um trabalho bastante podre". Gavin Welby morreu em 1977 por causas relacionadas ao álcool.
A mãe de Welby parou de beber em 1968 e, em 1975, casou-se com Charles Williams, um executivo de negócios e jogador de críquete de primeira classe, que se tornou um companheiro vitalício em 1985. Williams era sobrinho de Elizabeth Laura Gurney, membro da família Gurney de Norwich que eram Quakers proeminentes e reformadores sociais. Welby descreve seu padrasto como sendo solidário com ele.

### Família materna de Welby
A mãe de Welby, Jane Portal, era filha de Iris Butler (1905–2002), jornalista e historiadora cujo irmão Ra "Rab" Butler, lorde Butler de Saffron Walden, era um político conservador que atuou como chanceler do Tesouro, secretário do Interior e vice-presidente, Primeiro Ministro e Secretário de Relações Exteriores. O pai deles era Sir Montagu Butler, governador das províncias centrais da Índia britânica e mestre do College, Cambridge. Sir Montagu Butler era neto de George Butler, diretor da Harrow Schoole, decano de Peterborough; o sobrinho do educador George Butler (marido da reformadora social Josephine Butler ) e Henry Montagu Butler, diretor da Harrow School, decano de Gloucester e mestre do Trinity College, Cambridge; e o sobrinho-neto de John Colenso, o primeiro bispo de Natal.
O pai de Jane Portal era Gervas Portal, meio-irmão do Chefe do Estado Maior da Segunda Guerra Mundial, Charles Portal, 1.º Portal Visconde de Hungerford. A mãe de Gervas Portal, Rose Leslie Portal, née Napier, era neta do general Sir William Napier e sua esposa Caroline Amelia Fox. O general Napier e seus irmãos, generais Sir Charles James Napier e Sir George Thomas Napier (respectivamente comandantes em chefe dos exércitos britânicos na Índia e na colônia do Cabo), eram filhos de George Napier (um descendente da sexta geração, via Senhores Napier, de John Napier, o inventor dos logaritmos) e sua segunda esposa, Lady Sarah Lennox. Caroline Amelia Fox era filha do general Henry Edward Fox, irmão mais novo do proeminente político Whig Charles James Fox; eles eram filhos do político Henry Fox, 1.º Barão da Holanda e sua esposa Lady Caroline Lennox. Lady Caroline Lennox e Lady Sarah Lennox eram duas das cinco famosas irmãs Lennox, filhas do 2.º Duque de Richmond, filho do 1.º Duque de Richmond, filho ilegítimo do rei Carlos II e sua amante Louise de Kérouaille, duquesa de Portsmouth.

### Educação

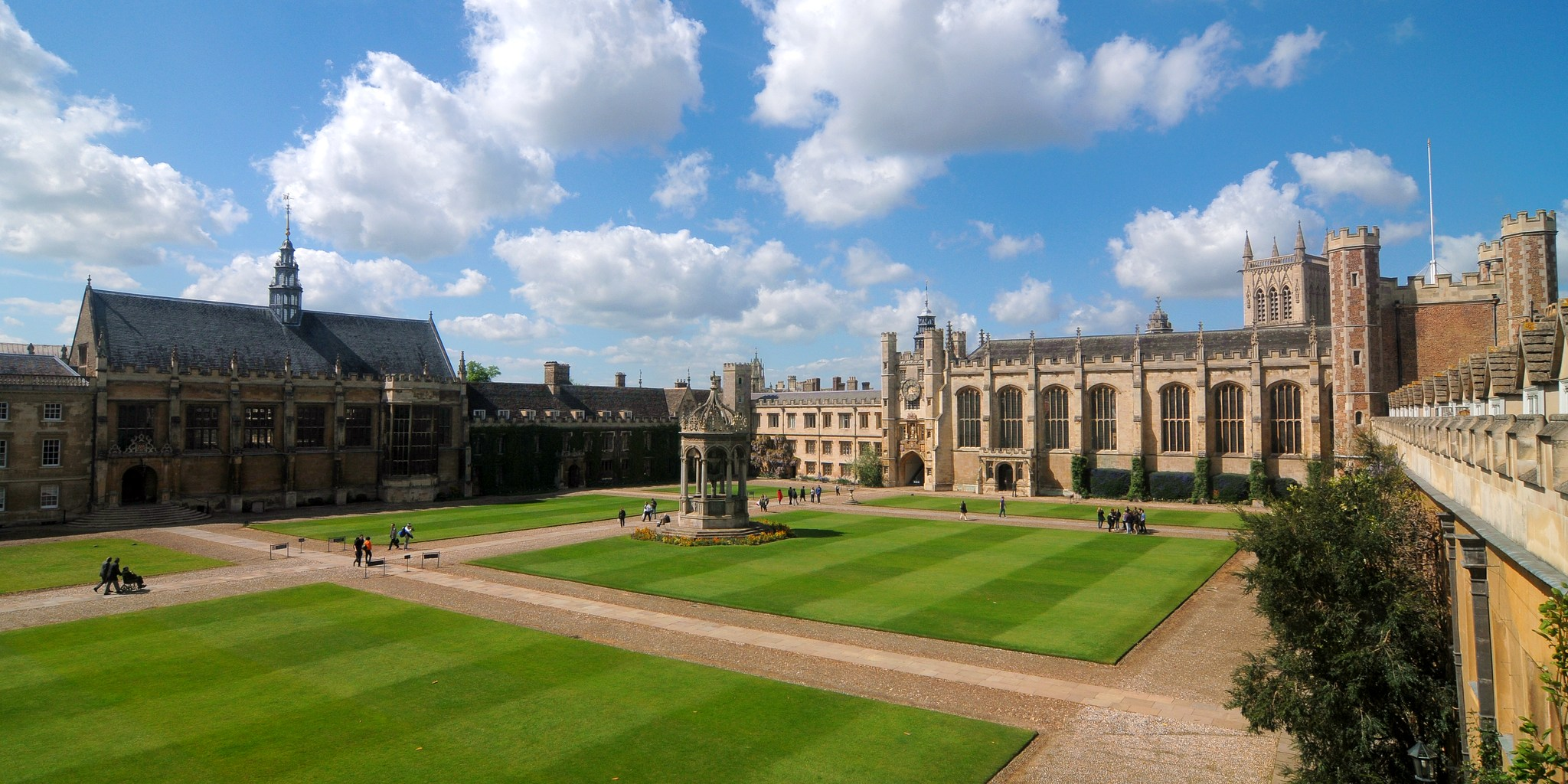
Trinity College (Cambridge)

Welby foi educado na St Peter's School, em Seaford; Eton College; e Trinity College, Cambridge, onde seu tio-avô, Lord Butler, de Saffron Walden, era então mestre. Ele se formou em 1978 com um diploma de bacharel em história e direito; de acordo com o costume, ele foi posteriormente promovido a um Master of Arts por antiguidade.
Em uma entrevista de 12 de julho de 2013 ao The Daily Telegraph, Welby relatou sua experiência de conversão quando era estudante no Trinity College, Cambridge. Ele disse que, enquanto estava em Eton, "havia assumido vagamente que havia um Deus. Mas eu não acreditava. Não estava nem um pouco interessado". Mas, durante a noite de 12 de outubro de 1975, em Cambridge, orando com um amigo cristão, Welby disse que de repente sentiu “uma sensação clara de algo mudando, a presença de algo que não existia antes em minha vida." Ele disse ao amigo: "Por favor, não conte a ninguém sobre isso". Welby disse que estava desesperadamente envergonhado por isso ter acontecido com ele. Desde então, ele disse que seu tempo em Cambridge foi um grande momento de auto-realização em sua vida. Aos 19 anos, ele começou a falar em línguas.

## Carreira nos negócios
Welby trabalhou por onze anos na indústria de petróleo, cinco deles para a companhia francesa de petróleo Elf Aquitaine, com sede em Paris. Em 1984, tornou-se tesoureiro do grupo de exploração de petróleo Enterprise Oil plc em Londres, onde se preocupava principalmente com projetos de petróleo da África Ocidental e do Mar do Norte . Aposentou-se de sua posição executiva em 1989 e disse que sentiu um chamado de Deus para ser ordenado.
Durante sua carreira na indústria de petróleo, Welby tornou-se membro da congregação na igreja evangélica anglicana de Holy Trinity em Brompton, Londres.
Em julho de 2013, após o relatório da Comissão Parlamentar de Comissão de Padrões Bancários, Welby explicou que os executivos seniores dos bancos evitavam receber informações sobre questões difíceis para permitir que "alegassem ignorância". Ele também disse que possivelmente teria se comportado da mesma maneira e alertado contra a punição nomeando e envergonhando banqueiros individuais, que ele comparou com o comportamento de uma multidão de linchadores.

## Ministério

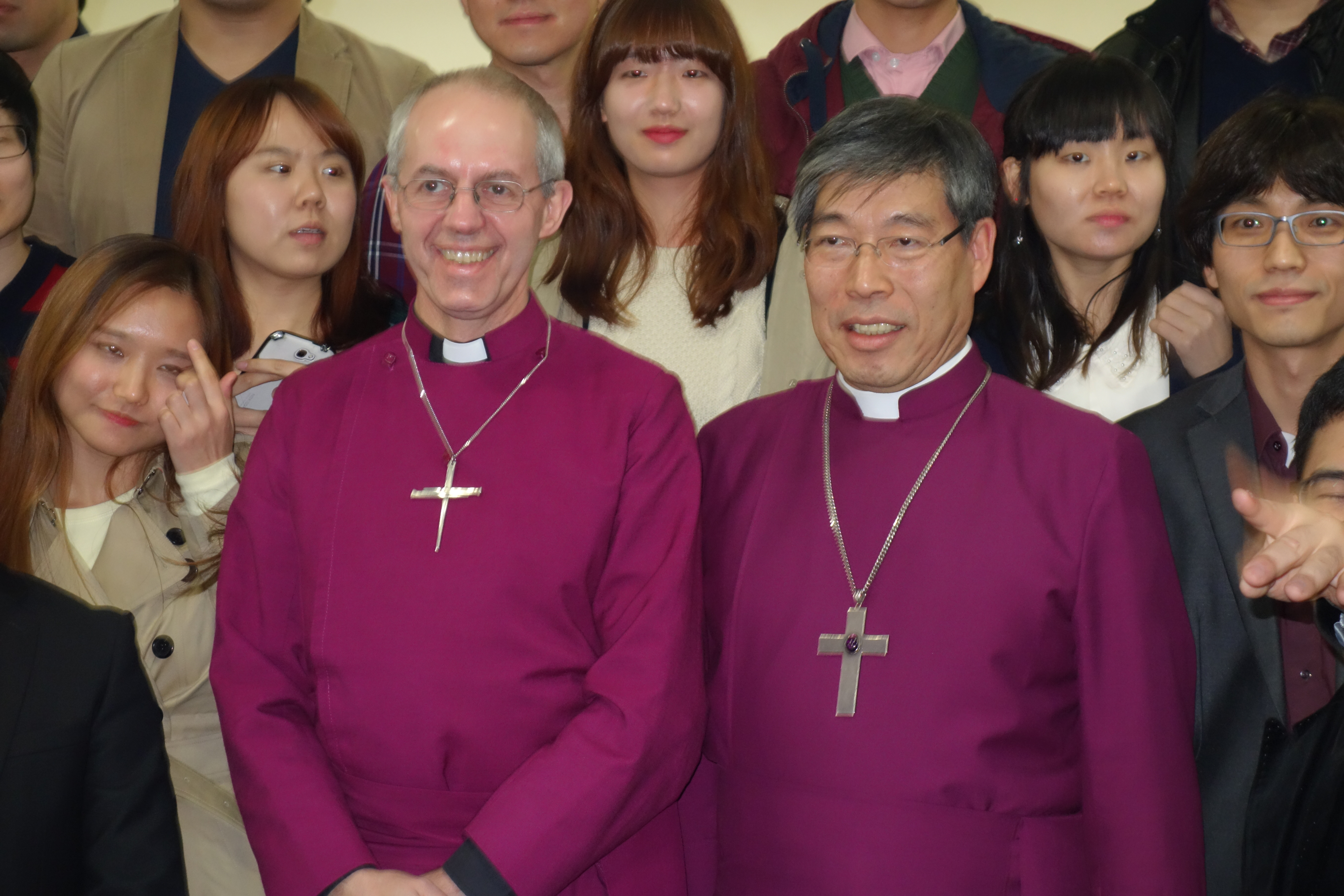
Welby e Paul Kim, Primaz da Província da Coreia, na Catedral de santa Maria em Seul em 2013

Welby foi inicialmente rejeitado para ordenação por John Hughes, o bispo de Kensington, que lhe disse: "Não há lugar para você na Igreja da Inglaterra". Welby foi posteriormente aceito para a ordenação, com o apoio do vigário da Santíssima Trindade Brompton, Sandy Millar. Durante todo o seu ministério, Welby esteve ligado à ala evangélica carismática da Igreja da Inglaterra associada à Santíssima Trindade Brompton, e em uma entrevista em 2019 disse que "Na minha própria vida de oração, e como parte de minha disciplina diária, eu oro em línguas todos os dias".
De 1989 a 1992, Welby estudou teologia e treinado para o sacerdócio no Salão Cranmer e faculdade de St John, Durham, onde ele foi premiado com um grau de Bachelor of Arts(BA) e um Diploma em Ministério (DipMin) em 1992. Ele Foi ordenado diácono em Petertide ,em 28 de junho de 1992 e sacerdote no próximo Petertide (27 de junho de 1993), ambas as vezes por Simon Barrington-Ward, bispo de Coventry, na catedral de Coventry. Ele então se tornou um curador em Chilvers Coton e St Mary the Virgin, Astley (Nuneaton), de 1992 a 1995. Tornou-se reitor da Igreja de St. James, Southam, e mais tarde vigário de St Michael e All Angels, Ufton , Diocese de Coventry, de 1995 a 2002.
Em 2002, Welby foi nomeado residente canônico da Catedral de Coventry e co-diretor do ministério internacional no Centro Internacional de Reconciliação. Em 2005, foi nomeado sub-reitor e Canon para o Ministério da Reconciliação.
Welby foi nomeado decano de Liverpool em dezembro de 2007 e foi instalado lá em 8 de dezembro de 2007.
Welby escreveu amplamente sobre ética e finanças, apresentando em livros como Gerenciando a Igreja?: Ordem e Organização em uma Era Secular e Explorações em Ética Financeira. A dissertação de Welby, uma exploração sobre se as empresas podem pecar, marca seu argumento de que a estrutura de um sistema pode "facilitar a escolha certa ou a errada". Sua dissertação levou à publicação de um livreto intitulado Can Companies Sin?: "If", "How" e "Who" em Company Accountability , publicado pela Grove Books em 1992. Ele disse que as ordens beneditinas e franciscanas nas igrejas anglicanas influenciaram sua formação espiritual.
Entrevistado pela BBC em 2011, Welby disse que ser nomeado bispo de Durham era um desafio e um enorme privilégio: "Fiquei surpreso ao ser oferecido o papel. É um desejo apaixonado de ver uma igreja que esteja vigorosamente cheia de vida espiritual, servindo a Jesus Cristo e servindo aos que a rodeiam ". Sua eleição foi confirmada (isto é, ele se tornou legalmente o bispo de Durham) em York Minster em 29 de setembro de 2011 e deixou a Catedral de Liverpool em 2 de outubro. Ele foi consagrado como bispo em York Minster em 28 de outubro de 2011 e foi entronizado como bispo de Durham na Catedral de Durham em 26 de novembro de 2011. Ele foi apresentado a Câmara dos Lordes em 12 de janeiro de 2012 onde ele se senta no banco Espiritual do Senhor. Ele proferiu seu discurso inaugural em 16 de maio de 2012. Foi convidado a ingressar na Comissão Parlamentar de Normas Bancárias em 2012.

### Arcebispo de Cantuária
Welby emergiu como candidato a ser o próximo arcebispo de Canterbury; em 6 de novembro de 2012, as casas de apostas Betvictor, Ladbrokes e William Hill suspenderam as apostas quando ele foi nomeado. Em 9 de novembro de 2012, foi anunciada a nomeação de Welby para o cargo. Em janeiro de 2013, Welby disse que inicialmente achou que era "uma piada" e "perfeitamente absurdo" ser nomeado arcebispo de Canterbury, porque ele havia sido bispo por pouco tempo. Sua confirmação da cerimônia de eleição para a Sé de Cantuária ocorreu na Catedral de São Paulo (Londres) em 4 de fevereiro de 2013 (com isso, ele se tornou legalmente arcebispo de Cantuária); no dia seguinte, foi anunciado que Welby seria nomeado para o Conselho Privado do Reino Unido, como são todos os arcebispos; a ordem para sua nomeação foi feita em 12 de fevereiro e ele prestou juramento em 13 de março.
Welby foi entronizado como arcebispo de Canterbury na Catedral de Canterbury em 21 de março de 2013 que no calendário da igreja anglicana é a data que celebram Thomas Cranmer.
A agenda de Welby incluiu uma visita oficial ao Vaticano em 14 de junho de 2013, com visitas a altos funcionários do Curial, incluindo o cardeal Kurt Koch, presidente do Pontifício Conselho para a Promoção da Unidade dos Cristãos, uma audiência oficial com o Papa Francisco e a oração nos túmulos de São Pedro e o papa João Paulo II.
Em 6 de maio de 2023, o Arcebispo da Cantuária oficiou a coroação do Rei Carlos III do Reino Unido na Abadia de Westminster.

## Renúncia
Renunciou ao cargo em 12 de novembro de 2024, “após pedir o cortês consentimento de Sua Majestade, o Rei”, depois de ter sido publicado um relatório devido a um caso envolvendo um voluntário acusado de abusos sexuais e outros. Em uma declaração, expressou sua tristeza pelas vítimas: "Espero que esta decisão deixe claro o quanto a Igreja da Inglaterra está comprometida em se tornar um lugar mais seguro". Trata-se do caso de John Smyth, acusado de abusos sexuais, psicológicos e físicos contra cerca de 30 homens no Reino Unido e 85 na África ao longo de cinco décadas.
O relatório  de 251 páginas, resultado de uma investigação independente, revelou que as ações "terríveis" de Smyth já haviam sido identificadas nos anos 1980, mas as denúncias só foram reportadas à polícia em 2013, ano da nomeação de Welby como arcebispo de Canterbury. Segundo o relatório, o primaz anglicano – que em 2023 havia acompanhado o Papa Francisco em viagem apostólica ao Sudão do Sul – ao tomar conhecimento dos crimes de Smyth, não informou a polícia nem iniciou as devidas investigações. 
“Os últimos dias renovaram meu antigo e profundo sentimento de vergonha pelos fracassos históricos de proteção da Igreja da Inglaterra”, disse Welby, lembrando os quase doze anos passados "introduzindo melhorias" no combate aos abusos: “Cabe a outros julgar o que foi feito”. Enquanto isso, Welby informou que manterá seu compromisso de encontrar as vítimas. “Acredito que afastar-me é o melhor para a Igreja da Inglaterra, que amo profundamente e que tive a honra de servir. Oro para que esta decisão nos reconduza ao amor que Jesus Cristo tem por cada um de nós”.